# 澤木久雄のしずおかビジネスダイアリー
澤木久雄のしずおかビジネスダイアリーは、静岡放送（SBS）ラジオの経済を題材にした情報番組である。
当初は日曜早朝（7時30分から8時）、後に土曜18時30分から19時に放送された。

## 概要
- 出演は冠題名の通り、静岡放送の澤木久雄アナウンサー。
- 毎回静岡県の経済をめぐる話題、また静岡県の企業のトップに対するインタビューなどを届けている。

| スタブアイコン | サブスタブ | この項目は、まだ閲覧者の調べものの参照としては役立たない、ラジオ番組に関連した書きかけの項目です。この項目を加筆・訂正などしてくださる協力者を求めています（P:ラジオ/PJ:放送番組）。 |